# Palacio de la Cultura (Managua)
El Palacio de la Cultura es un edificio de estilo neoclásico ubicado en Managua, capital de Nicaragua, frente al costado sur de la Plaza de la República o de la Revolución. Tiene sótanos y 3 pisos. Su nombre original era Palacio Nacional. Hasta 1979 albergó al Congreso Nacional, compuesto por las cámaras del Senado y de Diputados, el Tribunal de Cuentas (actual Contraloría General de la República, CGR), el Archivo Nacional, la Dirección General de Ingresos (DGI) y los Ministerios de Gobernación, y de Hacienda y Crédito Público. Hasta 1996 fue sede de la CGR y la DGI.

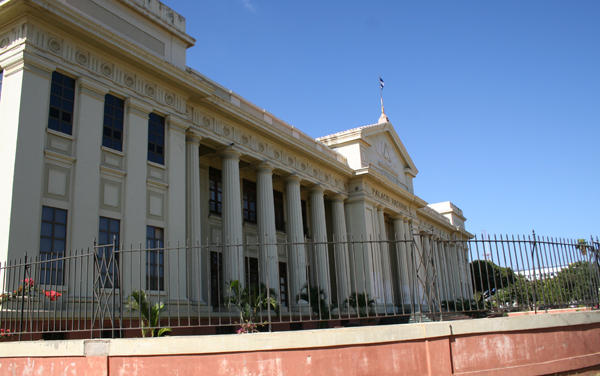
Fachada del Palacio Nacional de la Cultura.

## Edificio anterior
En el lugar del actual edificio en el siglo XIX había una casona de alto (con corredores a la calle), que era la residencia de los curas párrocos de Managua antes de 1850, esquina opuesta a la Parroquia de Santiago, donde hoy se encuentra la Antigua Catedral de Managua; dicha casona fue ocupada por los filibusteros del aventurero estadounidense William Walker en septiembre de 1856 y desalojada al tener noticias de la proximidad de las fuerzas de los aliados centroamericanos y de la derrota walkerista en la batalla de San Jacinto el 14 del mismo mes a manos del coronel José Dolores Estrada. Allí el general Tomás Martínez, que fue Presidente de Nicaragua de 1857-1867, celebró 10 días después el triunfo sobre los aventureros el 24 de septiembre. Después se hizo un edificio de estilo neoclásico francés que sirvió de residencia oficial a la familia presidencial, además de ser la sede del Congreso. Allí vivieron los presidentes Fernando Guzmán Solórzano, Vicente Cuadra y Ruy Lugo, Pedro Joaquín Chamorro y Alfaro (padre de don Pedro Joaquín Chamorro Zelaya y abuelo del Doctor Pedro Joaquín Chamorro Cardenal, director mártir del diario La Prensa), Joaquín Zavala Solís, Federico Solórzano, Adán Cárdenas, Evaristo Carazo, Roberto Sacasa y Sarria y Salvador Machado Agüero, que gobernaron el país en los periodos respectivos 1867-1871, 1871-1875, 1875-1879, 1879-1883, 1883-1887, 1887-1889 y 1889-1893.
En el periodo del presidente Chamorro es abierta la Biblioteca Nacional en los bajos del Palacio Nacional, también llamado Casa de Corredor; uno de los usuarios de ella era el poeta niño Rubén Darío. El 11 de julio de 1893 estalló en León la Revolución liberal encabezada por el general José Santos Zelaya. Tras 14 días de marcha y de batallas al oeste de la capital los liberales zelayistas entraron a Managua el 25 del mismo mes por la Calle del Triunfo, día del patrono Santiago. El Palacio Nacional sirvió de residencia y oficinas a Zelaya como Presidente de la República hasta 1901, año en que trasladó la residencia presidencial a su casa ubicada en el Campo de Marte. En 1910 los conservadores trasladaron la casa de gobierno al Palacio Nacional con la llegada a Managua de Juan José Estrada y la renuncia de José Madriz Rodríguez que había sucedido a Zelaya en diciembre del año anterior 1909.

## El terremoto de 1931 y construcción del nuevo edificio
La residencia del Poder Ejecutivo se trasladó del Palacio Nacional a la Casa Presidencial de la Loma de Tiscapa cuando el General José María Moncada inauguró un nuevo Palacio estilo Moro el 4 de enero de 1931. Casi 3 meses después el terremoto de Managua del 31 de marzo del mismo año (a las 10:23 a. m.), de magnitud 5.8 grados, en la escala de Richter, destruyó en gran parte el edificio y se desató un incendio que destruyó el Archivo Nacional, donde existía toda la documentación histórica de Nicaragua, no obstante que el técnico de la compañía eléctrica Central American Power Corporation, Ingeniero Moisés Henríquez, antes de escapar del edificio que se derrumbaba cortó el suministro eléctrico (en 1931 no existían los interruptores térmicos o brakers), pero se salvó la Biblioteca Nacional. El acto de Henríquez fue declarado heroico y se le dio un reconocimiento escrito: una carta, pero ninguna recompensa; después del temblor se limpió de escombros el terreno donde estaba el anterior edificio y fue un predio baldío hasta que el 4 de septiembre de 1935 se publicó en La Gaceta, Diario Oficial, N.º 196 de ese mismo día una licitación para hacer el nuevo edificio de concreto. El Ingeniero Pablo Dambach, de origen suizo (quien hizo la hoy Antigua Catedral de Managua, el Gran Hotel –actual Centro Cultural Managua– y la Colonia Dambach), diseñó los planos y la empresa constructora fue la Cardenal Lacayo Fiallos S.A. Carlafisa, la construcción se hizo de 1936-1940 pasando por los gobiernos de Juan Bautista Sacasa, Carlos Brenes Jarquín y Anastasio Somoza García:

LICITACIÓN PARA LA CONSTRUCCIÓN DEL PALACIO NACIONAL
Aprobado el 4 de septiembre de 1935
Publicado en La Gaceta N.º 196 del 4 de septiembre de 1935
LICITACIÓN
De conformidad con el Acuerdo Ejecutivo de 20 del corriente mes, se pone a licitación la construcción del Palacio Nacional, bajo las condiciones indicadas en el mismo, que son:
a)- El edificio será de hormigón armado o concreto armado, sistema monolítico de primera calidad lo mismo que todo el material, que de conformidad con las especificaciones, sea usado en la construcción;
b)- Las propuestas deben ser a precio alzado, incluyendo el valor de los materiales, mano de obra y dirección; y expresarán el valor total de la obra y el tiempo en que el proponente se obliga a dejarla terminada.
c)- Solamente se oirán las propuestas suscritas por Ingenieros Arquitectos o Civiles, bien como interesados directamente, bien como encargados y técnicamente responsables de los empresarios proponentes; y deberán presentarse acompañadas de una constancia de depósito a la orden del Gobierno en el Banco Nacional de Nicaragua Inc., por valor de cinco mil córdobas, que se devolverán al interesado si no se aceptare su propuesta o al suscribirse el contrato respectivo si fuere aceptado, o quedaran a beneficio del fondo de construcción del edificio, sí aceptada la propuesta, el interesado no suscribiere el contrato respectivo al ser requerido para ello.
d)- Toda propuesta deberá hacerse en córdobas e incluirá los derechos de introducción sobre los materiales que deban importarse, los fletes de Ferrocarril y los impuestos nacionales y locales vigentes.
e)- Se concede a los interesados el término de cuarenta y cinco días a contar de esta fecha para presentar sus propuestas en pliego cerrado, al Ministerio de Fomento, en dos etapas, así: las primeras propuestas deben enviarse dentro de los primeros treinta días; éstas serán publicadas para conocimiento de los interesados, pudiendo mejorarlas el que quisiere o los mismos proponentes en los quince días subsiguientes del término del término de la licitación.
f)- La persona favorecida en la licitación, para firmar el contrato, deberá prestar una garantía a satisfacción del Ministerio de Fomento, para el fiel cumplimiento de sus obligaciones, por una cantidad que represente por lo menos el 15 % del valor total de la obra; y pagar el valor de SEIS MIL CÓRDOBAS en que han sido estimados los planos adoptados.
g)- En las propuestas debe indicarse la forma de la garantía y la garantía misma que se ofrece.
El Ministerio de Fomento mantendrá a disposición de los interesados en la Dirección General de Obras Públicas, los planos de fachada y distribución, las especificaciones y las bases principales del contrato que debe suscribir el favorecido.
Esta licitación se cerrará en su primera etapa a las cinco de la tarde del cuatro de octubre del corriente año y en su segunda etapa a las cinco de la tarde del diecinueve del mismo.
Todas las propuestas deben ser enviadas a este Ministerio.

Managua, D. N., 4 de septiembre de 1935.- Isaac Montealegre, Ministro de Fomento y OO. PP.

## Descripción del edificio
Los planos del edificio mostraban cúpulas en las 4 esquinas del palacio y en la parte central, correspondiente al Salón Rubén Darío, pero dado que se había experimentado el anterior terremoto Dambach las eliminó y las sustituyó por mezanines en los planos definitivos. Las fachadas norte y sur del edificio son iguales entre sí, mostrando 4 columnas dóricas que sostienen el frontón triangular, dos a cada lado de las entradas norte y sur, en cada fachada y 6 entre las esquinas del palacio y los 2 lados de cada frontón.
En cada frontón está el Escudo de Nicaragua, pero como tiene 2 banderas a cada lado y una corona de laurel a su alrededor se asemeja al Escudo de El Salvador por mostrar los 2 elementos mencionados. Debajo del Escudo Nacional está la leyenda: República de Nicaragua y más abajo se lee Palacio Nacional; las entradas tienen arcos de medio punto (excepto las de los costados este y oeste). El edificio tiene 3 pisos comunicados por escaleras en sus 2 costados y hay un pabellón central que comunica ambas fachadas y forma 2 patios; en el primer piso de ese pabellón se hizo para la Cámara del Senado y del lado que da a cada patio hay 5 arcos de medio punto formando un angosto pasillo entre los patios (hacia los cuales dan 4 puertas en cada lado del salón) y dicho salón; arriba, en el segundo piso, está el Salón Rubén Darío hecho para la Cámara de Diputados. Dicho salón tiene 4 columnas jónicas a cada lado que separan ese salón de los pasillos destinados para los periodistas, cuerpo diplomático y público en general asistente a los debates de esa Cámara y del Congreso en cámaras unidas.
Los 2 primeros pisos tienen pasillos abiertos que dan a ambos patios y los sostienen columnas delgadas. Las demás dependencias del edificio se hicieron para albergar al Tribunal de Cuentas (actual Contraloría General de la República CGR), el Archivo Nacional, la Dirección General de Ingresos (DGI) y los Ministerios de Gobernación, y de Hacienda y Crédito Público. Esto también incluía a los sótanos, en cambio la azotea no se la usaba. Actualmente todo el primer piso es ocupado por el Museo Nacional y en el segundo piso se ubican la Hemeroteca y la Biblioteca Nacionales junto con el Archivo General de la Nación, la Academia Nicaragüense de Geografía e Historia y el Instituto Nicaragüense de Cultura (INC); en la azotea están el Conservatorio de Música y la Escuela de Danza. Las entradas norte y sur tienen puertas enverjadas de hierro con escalinatas de mármol azul oscuro, la del lado norte tiene una gran escalinata que al centro converge hacia el segundo piso con otras dos escalinatas hacia ambos lados.

## Acontecimientos
- El 15 de agosto de 1947, el Salón Rubén Darío (actual Salón Azul) del segundo piso fue escenario de la renuncia del Presidente de la República Doctor Benjamín Lacayo Sacasa.
- El 5 de diciembre de 1950 salió del lobby del palacio el cortejo nupcial de Anastasio Somoza Debayle y su prima Hope Portocarrero hacia la Catedral Metropolitana (hoy Antigua Catedral de Managua) para casarse.[6]
- En dicho lugar el Congreso en cámaras unidas, el 3 de agosto de 1966, eligió a uno de los 3 Vicepresidentes de la nación, Doctor Lorenzo Guerrero Gutiérrez, para suceder al Doctor René Schick Gutiérrez quien falleció por un infarto cardiaco la madrugada de ese día.
- En los años 1960 se instalaron aparatos de aire acondicionado en el palacio.
- El 22 de agosto de 1978 fue tomado por un grupo de 25 miembros de la guerrilla marxista Frente Sandinista de Liberación Nacional (FSLN) al mando de Edén Pastora Gómez.
- El viernes 20 de julio de 1979 el representante de la Organización de los Estados Americanos (OEA) juramentó en el Salón Rubén Darío a los 5 miembros de la Junta de Gobierno de Reconstrucción Nacional (JGRN): Daniel Ortega Saavedra, Violeta Barrios de Chamorro, Sergio Ramírez Mercado, Alfonso Robelo Callejas y Moisés Hassan Morales. El día anterior se había rendido la Guardia Nacional (GN) y triunfó la Revolución Sandinista sobre el somocismo.
- Del 1 al 3 de julio de 2009 fue velado, en su vestíbulo, el cadáver del tricampeón de boxeo Alexis Argüello, quien se suicidó en su casa la madrugada del 1 de julio, debido a la afluencia popular en su velorio.

## El terremoto de 1972
El terremoto del 23 de diciembre de 1972, de magnitud 6.2 grados en la escala Richter a las 12:35 a. m. de se día seguido por 2 réplicas a la 1:18 y 1:20 causó algunos daños al edificio, aparecieron grietas desde el segundo piso hasta la azotea. Las instituciones que estaban allí se trasladaron temporalmente a otros lugares de la capital mientras se reparaba el edificio con epoximil en 1973 y 1974; se le pintó de color amarillo, pues hasta entonces tenía el color gris.

## La toma del Palacio Nacional
Al mediodía del martes 22 de agosto de 1978 uno comando de 25 miembros de la guerrilla marxista Frente Sandinista de Liberación Nacional (FSLN) (entre los cuales estaban Dora María Téllez, Hugo Torres y Walter Ferreti) al mando de Edén Pastora Gómez (Comandante Cero) asaltó el Palacio Nacional. Los 25 guerrilleros estaban disfrazados con los uniformes de la Escuela de Entrenamiento Básico de Infantería EEBI, dirigida por el mayor Anastasio Somoza Portocarrero, hijo de Anastasio Somoza Debayle y Hope Portocarrero. Desarmaron a los guardias de las entradas, diciéndoles que llegaba el presidente Somoza y después se desató una balacera contra los guardaespaldas de los congresistas y unos guardias de la EEBI que quisieron recuperar el Palacio. Entre los rehenes estaban el primo de Tacho, Luis Pallais Debayle, Presidente de la Cámara de Diputados y su sobrino carnal José Somoza Abrego hijo de su hermano por parte de padre, José R. Somoza, y diputado del oficialista Partido Liberal Nacionalista.
El comando exigió la liberación de varios guerrilleros presos, medio millón de dólares y 2 aviones para viajar a Panamá y Venezuela junto con algunos rehenes y Monseñor Miguel Obando y Bravo, Arzobispo de Managua (llamado despectivamente por Tacho como Comandante Miguel). 2 días después se cumplieron sus exigencias, pues Tacho no quiso recuperar el Palacio por temor a una masacre de los rehenes y de que los guerrilleros mataran a su primo y sobrino. El mismo día de la toma, pocos minutos de que el comando entrara allí, un grupo de la EEBI quiso recuperar a balazos el edificio, pero ante la amenaza de matar a los rehenes se retiraron.

## Palacio de la Cultura
Con el triunfo de la Revolución Sandinista el 19 de julio de 1979 se le denominó Palacio de la Revolución, el Poder Legislativo se trasladó al antiguo Banco Nacional de Nicaragua BNN, actual Asamblea Nacional; en las 4 columnas que sostienen el frontón norte se colocaron los retratos del General Augusto C. Sandino y de Carlos Fonseca Amador fundador del FSLN en 1961. Con el triunfo de doña Violeta Barrios de Chamorro y la Unión Nacional Opositora (UNO) (alianza de 14 partidos opuestos al FSLN) en las elecciones del 25 de febrero de 1990 se quitaron ambos retratos y se volvió a llamar Palacio Nacional. En 1996, por orden de la presidenta, se quitaron las instituciones que estaban allí y se le llamó Palacio Nacional de la Cultura o Palacio de la Cultura para ser sede del Museo, Archivo, Hemeroteca y Biblioteca Nacionales junto con el Instituto Nicaragüense de Cultura INC; y en 1999 el nuevo presidente, Arnoldo Alemán, firmó el siguiente Decreto Ejecutivo N.º 112-97 del 11 de octubre del mismo año, publicado en La Gaceta N.º 198 del 18 del mismo mes:

CREÁSE EL PALACIO NACIONAL DE LA CULTURA
DECRETO N.º 112-99,
Aprobado el 11 de octubre de 1999
Publicado en La Gaceta N.º 198 del 18 de octubre de 1999
EL PRESIDENTE DE LA REPÚBLICA DE NICARAGUA
CONSIDERANDO
I
Que es principio del Estado Nicaragüense, proteger, promover y preservar la Cultura Nacional en todas y cada una de sus manifestaciones; como un derecho fundamental consignado y reconocido constitucionalmente a todos los ciudadanos de nuestro País.
II
Que el Palacio Nacional de la Cultura, es en la actualidad uno de los edificios arquitectónicos más importantes de nuestro país; que además de bien cultural éste es una de las joyas artísticas más sobresalientes dentro de nuestro acervo, albergando dentro de sus instalaciones las dependencias nacionales que sirven a la promoción, difusión, participación y salvaguarda de nuestra cultura en general:
III
Que es interés del Gobierno de Nicaragua, fortalecer los valores sociales v culturales que unifican a la Nación nicaragüense: y promover la aceptación y apropiación de nuestra Identidad Cultural Nacional, a través de la designación de instancias administrativas que fortalezcan y faciliten la apropiación de nuestra cultura tales como el Palacio Nacional de la Cultura. 
En uso de las facultades que le confiere la Constitución Política,
HA DICTADO
El siguiente;
DECRETO 
CREADOR DEL PALACIO NACIONAL DE LA CULTURA
Artículo 1.- Créase el Palacio Nacional de la Cultura, como una instancia administrativa perteneciente al Instituto Nicaragüense de Cultura.
Artículo 2.- EI Palacio Nacional de la Cultura, tendrá una finalidad principalmente educativa y cultural, mediante la Promoción de los valores propios de la Nación, y de la participación ciudadana en la vida cultural de nuestro país, rescatando el principio de Identidad nacional.
Artículo 3.- EI Palacio Nacional de la Cultura, será sede permanente del Instituto Nicaragüense de Cultura, albergando dentro de sus instalaciones a las siguientes instituciones que lo conforman:
1. Museo Nacional de Nicaragua «Diocleciano Chaves»,
2. Biblioteca Nacional "Rubén Darío"; 
3. Hemeroteca Nacional "Manolo Cuadra; 
4. Archivo General de la Nación; 
5. Fondo de Promoción del Arte Nacional; 
6. Dirección General de Patrimonio Cultural de la Nación; 
7. Cinemateca Nacional, y 
8. Otras que en el futuro así sean creadas por el Gobierno de la República.
Artículo 4.-Tendrán opción a establecer sus sedes permanentes o temporales en el Palacio Nacional de la Cultura, las instancias o instituciones que tengan relación con la finalidad del Palacio Nacional de la Cultura, tales como la de promover la educación, la cultura y cualquier aspecto vinculado a la preservación de nuestra Identidad Cultural, y que cumplan con las normas establecidas por la Dirección General del INC.
Artículo 5.- El Palacio Nacional de la Cultura, tendrá los siguientes objetivos: 
1. Promoción de la Cultura en todas sus expresiones. 
2. Garantizar la participación e interacción ciudadana con los bienes culturales, ubicados dentro de sus instalaciones, a través de talleres didácticos, educativos, audiovisuales, exposiciones y otros. 
3. Difundir la obra artística, pictórica y literaria de los artistas nacionales e internacionales. 
4. Facilitar y promover la lectura. 
5. Garantizar el acceso público gratuito a los servicios prestados dentro de las instalaciones del Archivo Nacional, Biblioteca Nacional y Hemeroteca Nacional. 
6. Mantener exposiciones museográficas permanentes. 
7. Mantener, apoyar y promover exposiciones, cualquiera que sea su naturaleza; las cuales pueden ser permanentes, temporales o itinerantes, siendo las mismas, accesibles a todos los sectores de nuestra sociedad. 
8. Propiciar una mayor educación cultural entre nuestra sociedad. 
9. Proyectar y divulgar el cine cultural educativo nacional e internacional. 
10. Cualquier otro objetivo acorde con su finalidad en el campo educativo, cultural y científico.
Artículo 6.- El Palacio Nacional de la Cultura, estará bajo la administración del Instituto Nicaragüense de Cultura, mediante un área de Coordinación que designará para ello la Dirección General del INC.
Artículo 7.- Serán funciones del área de Coordinación del Palacio Nacional de la Cultura, las que le asigne la Dirección General del INC.
Artículo 8.-Para efectos de la administración del Palacio Nacional de la Cultura, éste tendrá su propio presupuesto anual para mantenimiento, promoción cultural y turística y pago de los servicios básicos que le será asignado al Instituto Nicaragüense de la Cultura, como una partida especial del Presupuesto General de la República.
Artículo 9.- Se autoriza al Palacio Nacional de la Cultura, a cobrar por la prestación de sus servicios de Visitas Turísticas, ofrecidas al público en general. Estos fondos serán utilizados para las labores de mantenimiento y conservación de las instalaciones del mismo.
Artículo 10.- Se prohíbe el uso de los locales y espacios del Palacio Nacional de la Cultura, para el establecimiento de oficinas de Ministerios de Estado, Partidos Políticos y cualquier otra instancia o actividad que desvirtúe la naturaleza del ser del Palacio Nacional de la Cultura y que no sea acorde a la finalidad cultural y educativa orientada para el mismo.
Artículo 11.-Se prohíbe la explotación comercial de las imágenes fílmicas, fotográficas y cualquier otra forma, obtenidas mediante cualquier proceso técnico análogo de las áreas internas del Palacio Nacional de la Cultura, sin previa autorización de la Dirección General del Instituto Nicaragüense de Cultura.
Artículo 12.- Se prohíbe la realización e implementación de cualquier trabajo arquitectónico o labores de intervención en el edificio del Palacio Nacional de la Cultura, fueren éstas obras menores o mayores, o de la naturaleza que fueren.
Artículo 13.- La Presidencia de la República, tendrá derecho preferencial en el uso de los salones del Palacio Nacional de la Cultura, para la realización de sus eventos oficiales.
Artículo 14.- Se faculta al Instituto Nicaragüense de Cultura, para que elabore las normas reguladoras del uso de los locales, espacios y equipos pertenecientes al Palacio Nacional de la Cultura, mediante la aprobación de sus propios Reglamentos de Uso Interno.
Artículo 15.-El presente Decreto entrará en vigencia a partir de esta fecha. Publíquese en La Gaceta, Diario Oficial.

Dado en la ciudad de Managua, Casa Presidencial, el once de Octubre de mil novecientos noventa y nueve. Arnoldo Alemán Lacayo, Presidente de la República de Nicaragua.

## Cultura popular
El palacio apareció en el reverso de los billetes de 100 córdobas, series de 1953, 1954, 1957, 1958, 1959 y 1960. En el anverso estaba la efigie del general José Dolores Estrada, héroe de la batalla de San Jacinto del 14 de septiembre de 1856.